# Podabrus diadema
Espèce
Le cantharide émarginé (latin : Podabrus diadema) est une espèce d'insectes coléoptères de la famille des Cantharidae qui se rencontre notamment dans le Sud-Est du Canada. Il peut atteindre approximativement 10 mm de long.

## Habitat
Ce Cantharidé vit dans les champs, les prés, les endroits ensoleillés, le long des sentiers et des routes.

## Description
Ses antennes atteignent environ 3/4 la longueur du corps. Sa tête est plutôt étroite, de forme losangique. Ses yeux sont particulièrement proéminents, un peu en saillie. Son pronotum est trapézoïdal, noir et marginé de jaune orange. Ses élytres sont étroits, parallèles mais convergeant à la pointe apicale. Ils sont noirs, quelque peu satinés et la partie antérieure bombée. Ses pattes présentent une fine marge jaunâtre.

## Genre
Le genre Podabrus regroupe environ 50 espèces.

## Galerie

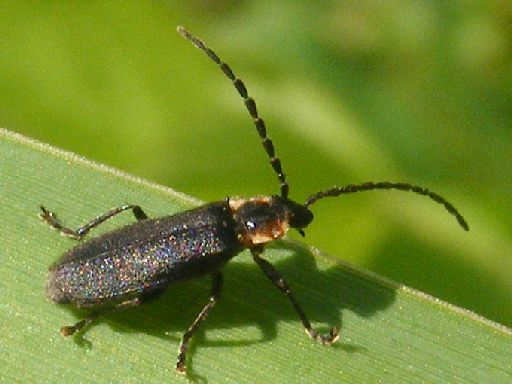
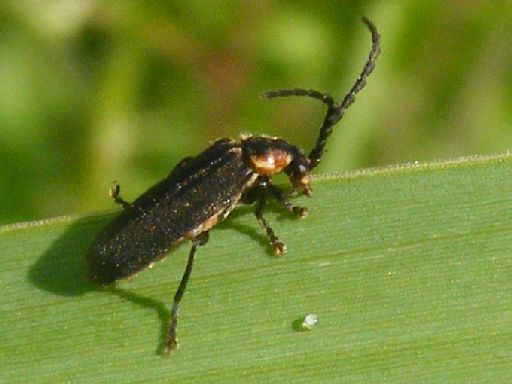
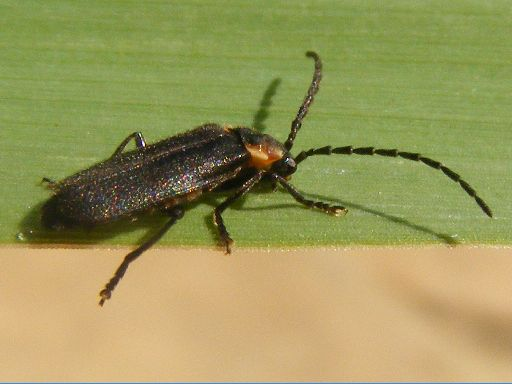